# Evokacija
Evokacija ili prizivanje je, u zapadnoj magijskoj tradiciji, čin prizivanja duhova, anđela, demona i drugih nadnaravnih bića. Prema okultnim vjerovanjima, spiritualna evokacija, za razliku od invokacije, označava prizivanje određenog entiteta izvan tijela prizivatelja.
Evokacijski ritual koje uključuje isključivo prizivanje duhova pokojnika naziva se nekromancija.

## Etimologija
Pojam evokacija dolazi od latinskih riječi ex ("iz") i vocare, u značenju "zvati", "dozivati" i "preklinjati", dok bi hrvatski izraz bio prizivanje.

## Evokacijska praksa
Primjeri prizivanja nadnaravnih bića i entiteta poznato je još u davna doba, kada su se time bavili grčki, rimski i perzijski čarobnjaci. U srednjem vijeku nastali su složeni rituali prizivanja anđela i demona koji su kasnije bili zapisivani u knjigama magije, tkz. grimorijima. Magijski priručnici poput Ključa kralja Salomona ili Lemegetona nudili su postupke za koje se vjerovalo da će pomoći pri prizivanju nadnaravnih sila. Jedan od najzanimljivijih opisa prizivanja demona zapisao je talijanski kipar i zlatar Benvenuto Cellini (1500. – 1571.) koji je prisustvovao dozivanju demona na prijedlog jednog sicilijanskog svećenika, u svojoj autobiografskoj knjizi Moj život.
Prizivanjem anđela i demona bavio se i poznati engleski okultist John Dee (1527. – 1608.) i njegov suradnik Edward Kelley (1555. – 1597.). U 19. stoljeću je najpoznatiji primjer francuskog okultiste Eliphasa Lévija (1810. – 1875.) koji je 1854. godine svoj pokušaj prizivanja duha Apolonija iz Tijane opisao u svojoj knjizi Dogma i ritual visoke magije.